# Alaa Murabit
Alaa Murabit (sinh năm 1989) là một bác sĩ, nhà hoạt động hòa bình và quyền phụ nữ người Canada gốc Libya.
Năm 15 tuổi, Alaa hoàn thành trung học và chuyển từ Saskatoon, Canada đến Zawia, Libya, nơi cô đăng ký vào trường y và thành lập phong trào Tiếng nói Phụ nữ Libya khi 21 tuổi. Với sự tập trung mạnh mẽ vào các chuẩn mực xã hội và văn hóa đầy thách thức và sử dụng các mô hình vai trò truyền thống và lịch sử, Murabit trở thành người đấu tranh cho sự tham gia của phụ nữ vào các quá trình hòa bình và hòa giải xung đột. Một chuyên gia quốc tế về an ninh quốc tế, xây dựng hòa bình, phát triển bền vững, lãnh đạo, chính sách và đàm phán y tế toàn cầu, các chính sách và chương trình của cô được nhân rộng ra quốc tế.

## Đầu đời và giáo dục
Murabit sinh ra và lớn lên ở Saskatoon, Saskatchewan, Canada, là con thứ sáu trong số mười một đứa con trong gia đình cô. Cha cô là một bác sĩ. Cô đã tuyên bố rằng, mặc dù ban đầu cô không có kế hoạch bảo vệ quyền của phụ nữ, nhưng sự đối xử bình đẳng của cha mẹ cô và anh trai cô đóng một vai trò cực kỳ quan trọng trong cách cô nhìn thế giới  Murabit đã tuyên bố vai trò lớn nhất của cô là các thành viên trong gia đình, bao gồm chị gái của cô, Amera Murabit, một bác sĩ phẫu thuật thẩm mỹ nổi tiếng thế giới và tình nguyện thời gian của cô trong các khu vực xung đột và thảm họa nhân đạo.
Sau khi hoàn thành trung học ở tuổi mười lăm, cô cùng với các thành viên trong gia đình đến Zawiya, Libya vào năm 2005, nơi cô học ngành y tại Đại học Zawiya. Murabit nhận bằng Tiến sĩ Y khoa từ Đại học Zawiya vào năm 2013, và làm việc tại Bệnh viện giảng dạy Zawiya và tại các phòng khám tạm thời khác nhau trong cuộc nội chiến năm 2011. Cô tiếp tục nhận bằng thạc sĩ về chiến lược quốc tế và ngoại giao từ LSE năm 2016 với nghiên cứu tập trung vào các quy trình bảo mật và bảo mật hóa toàn diện.

## Nghề nghiệp
Murabit thành lập Tiếng nói Phụ nữ Libya (VLW) vào tháng 8 năm 2011 và làm chủ tịch cho đến năm 2015. VLW được thành lập sau cuộc Cách mạng Libya năm 2011 khi đang học năm cuối trường y. "  Tổ chức này thúc đẩy các tiến trình hòa bình bao gồm và hòa giải xung đột bằng cách thay đổi mô hình xung quanh vai trò của phụ nữ trong xã hội ở cả cấp cơ sở và chính sách và được biết đến nhiều nhất là nghiên cứu an ninh phụ nữ, ủng hộ bạo lực giới, đào tạo phụ nữ tham gia chính phủ và đảm bảo phụ nữ được công nhận trong các chính sách quốc gia. 

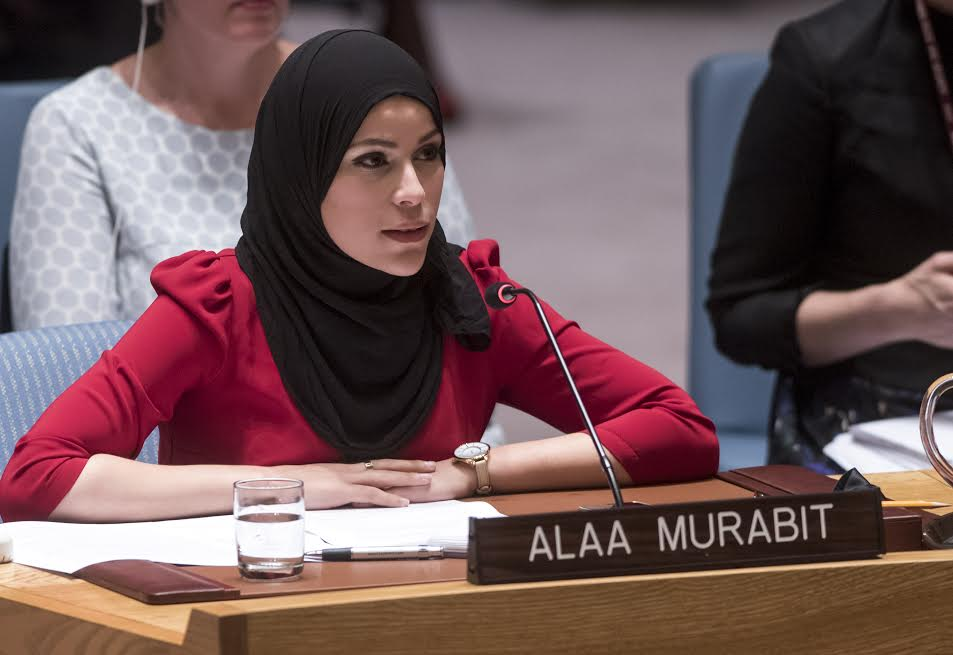
Tiến sĩ Alaa Murabit phát biểu trước "Hội đồng Bảo an Liên Hợp Quốc" vào tháng 10 năm 2015

Chiến dịch Noor do VLW phát động đã thách thức sự xuyên tạc và lạm dụng tôn giáo để phủ nhận quyền của phụ nữ. Chiến dịch Noor dựa trên các nhà lãnh đạo cộng đồng và "tập hợp hơn 600 nhà lãnh đạo cộng đồng địa phương, bao gồm cả những người chưa từng làm việc trong xã hội dân sự trước đây". Hợp tác với một mạng lưới gồm hàng trăm tổ chức cộng đồng trên khắp Libya, bao gồm Tổ chức từ thiện Ayadina ở Benghazi, Bà mẹ cho các vị tử đạo và Diễn đàn phụ nữ miền Nam, chiến dịch đã đến hơn 35 thành phố và cộng đồng, ở phía nam như Ghat, Libya ở phía nam biên giới Libya, Tobruk và Bayda ở biên giới phía Đông và Nalut và Ghadames ở phía tây. Chiến dịch và phương pháp của VLW đã được nhân rộng ra quốc tế.
Cô khẳng định hòa bình chỉ có thể đạt được thông qua các cộng đồng, "Giải pháp thực sự duy nhất, cách duy nhất để đưa lựu đạn hoặc súng xuống an toàn là bằng cách lấp đầy tay và đầu của anh ta bằng một thứ khác. Một cây bút chì, một bảng lương, bằng tốt nghiệp, một giấc mơ - bằng cách xây dựng con người, bằng cách tạo ra các thể chế, chúng ta phá vỡ các cuộc chiến tranh. Bằng cách tăng cường các nhà hoạt động hòa bình địa phương, chúng tôi cung cấp cho họ các công cụ để thay đổi cộng đồng của họ từ bên trong. " 

Vào tháng 7 năm 2014 Murabit đã được chỉ định là thành viên của Hội đồng tư vấn 1325 của Liên hợp quốc, theo dõi việc thực hiện Nghị quyết 1325 của Hội đồng Bảo an Liên Hợp Quốc về phụ nữ, hòa bình và an ninh. Cô là thành viên Ashoka từ tháng 9 năm 2014 và là Cố vấn cho Nhóm Cố vấn Xã hội Dân sự Toàn cầu của Phụ nữ LHQ kể từ tháng 10 năm 2014. Cô cũng là một thành viên liên minh sáng lập của sáng kiến "Mọi phụ nữ, mọi nơi" của Đại học Harvard.

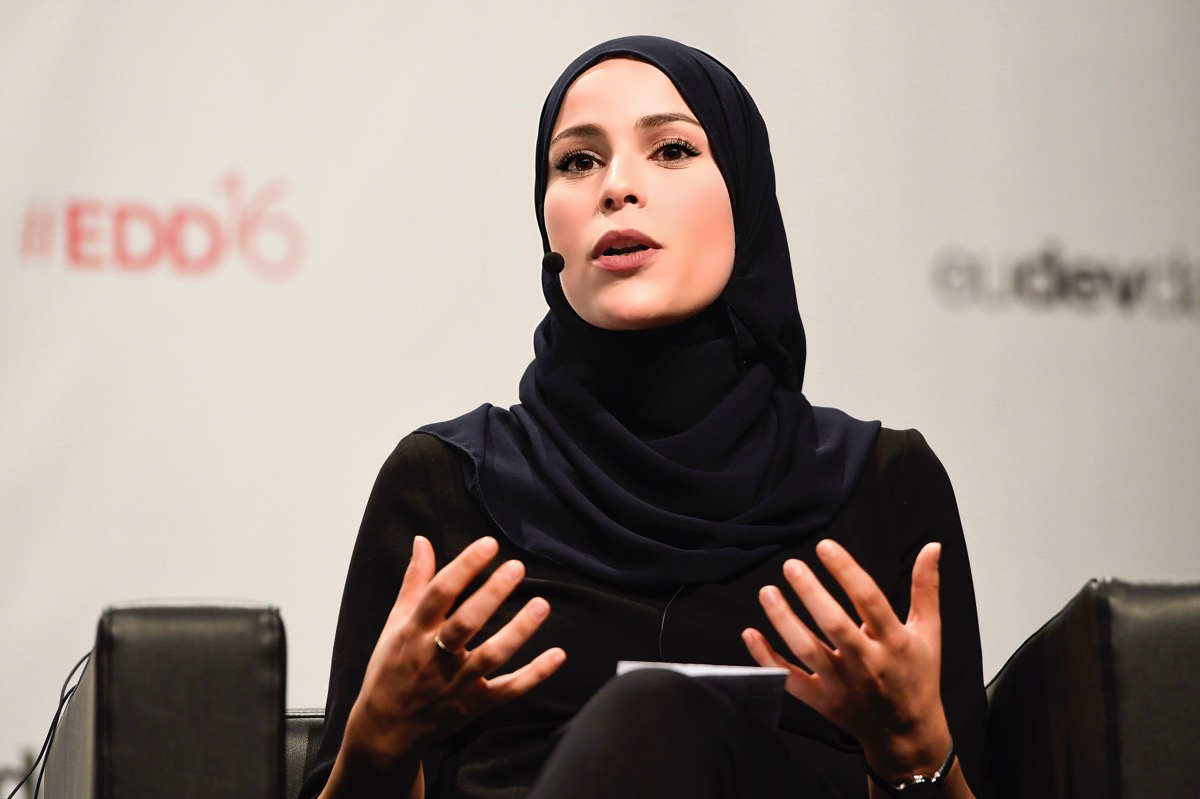
Tiến sĩ Alaa Murabit tại những ngày phát triển châu Âu 2016

Trong tháng 10 năm 2015 Murabit được chọn làm Người phát ngôn xã hội dân sự cho cuộc Tranh luận mở thường niên về Nghị quyết 1325 Liên Hợp Quốc của Hội đồng Bảo an  và trong tháng 1 năm 2016, cô trở thành người được cử trẻ nhất trong số 17 Nhà vận động toàn cầu cho Mục tiêu Phát triển bền vững của Liên Hợp Quốc và sau đó năm đó cô được bầu làm Cao ủy của Liên Hợp Quốc về việc làm y tế và tăng trưởng kinh tế. Cô còn là thành viên hội đồng của Cảnh báo quốc tế, Giữ an toàn cho trẻ em, Sốt rét và Quỹ Malala.
Cô đã phát biểu tại các hội nghị quốc tế hàng đầu bao gồm TED, Diễn đàn kinh tế thế giới, WIRED, Hội nghị an ninh Munich và Hội nghị chuyên đề của Quỹ Hilton.
Murabit từng viết bài cho The Boston Globe , WIRED, Trung tâm Carter, NewAmerica, Chime for Change, Huffington Post, và The Christian Science Monitor.  Cô là một nhà văn đóng góp cho tuyển tập nữ quyền bán chạy nhất Phụ nữ nữ quyền không mặc màu hồng (và những lời nói dối khác)  Murabit được mời phát biểu trên toàn cầu. Cô được liệt kê trong danh sách Forbes 30 Under 30, một trong 25 phụ nữ có ảnh hưởng nhất của Canada, và Người gây thay đổi Nelson Mandela 2018. Sự lãnh đạo của cô trong chính sách và an ninh toàn cầu đã được được trường luật Havard ghi nhận với danh hiệu là Người phụ nữ gây cảm hứng thay đổi trẻ nhất 2017. Năm 2018, cô được công nhận là một trong 100 Phụ nữ có ảnh hưởng nhất của Canada, và là Học giả nổi bật của Viện Aspen Trước đây, cô nhận dại TrustWoman Hero năm 2014 của New York Times, một trong 25 phụ nữ dưới 25 tuổi theo dõi bởi Newsweek, top 100 nhân vật nữ BBC và Anh hùng toàn cầu SAFE.